# لويس إسترادا (مخرج)
لويس إسترادا (بالإسبانية: Luis Estrada)‏ هو كاتب سيناريو ومنتج أفلام ومخرج مكسيكي، ولد في 17 يناير 1962 في مدينة مكسيكو في المكسيك.

## وصلات خارجية
- لويس إسترادا على موقع IMDb (الإنجليزية)
- لويس إسترادا على موقع ألو سيني (الفرنسية)
- لويس إسترادا على موقع أول موفي (الإنجليزية)
- لويس إسترادا على موقع قاعدة بيانات الأفلام السويدية (السويدية)
- لويس إسترادا على موقع قاعدة بيانات الفيلم (الإنجليزية)
- لويس إسترادا على موقع كينوبويسك (الروسية)
- لويس إسترادا على موقع كينوبويسك (الروسية)